# The Fugs
The Fugs jsou hudební skupina, kterou v New Yorku roku 1963 založili básníci Ed Sanders a Tuli Kupferberg s Kenem Weaverem na bicí. Krátce na to se k nim připojili Peter Stampfel a Steve Weber ze skupiny The Holy Modal Rounders. Dále se skupinou občasně vystupovali například Danny Kortchmar, Perry Robinson, Stefan Grossman a Chuck Rainey. Skupina ukončila svou činnost v roce 1969, ale roku 1985 byla obnovena. Kupferberg zemřel v roce 2010. Po jeho smrti skupina nadále pokračovala v činnosti.
Jméno dal skupině Tuli Kupferberg; pochází z eufemismu pro slovo „fuck“, které Norman Mailer používal ve svém románu Nazí a mrtví (v anglickém originále The Naked and the Dead).

## Diskografie
- The Village Fugs Sing Ballads of Contemporary Protest, Point of Views, and General Dissatisfaction (1965)
- The Fugs (1966)
- Virgin Fugs (1967)
- Tenderness Junction (1968)
- It Crawled into My Hand, Honest (1968)
- Belle of Avenue A (1969)
- Golden Filth (1970)
- Fugs 4, Rounders Score (1975)
- Refuse to Be Burnt Out (1984)
- No More Slavery (1985)
- Star Peace (1986)
- Fugs Live in Woodstock (1989)
- Songs from a Portable Forest (1992)
- Fugs Live from the 60s (1994)
- The Real Woodstock Festival (1995)
- The Fugs Final CD (Part 1) (2003)
- Be Free: The Fugs Final CD (Part 2) (2010)